# Drien Rampak (Johan Pahlawan)
Drien Rampak is een bestuurslaag in het regentschap Aceh Barat van de provincie Atjeh, Indonesië. Drien Rampak telt 6606 inwoners (volkstelling 2010).